# ミス・ユニバース1997
ミス・ユニバース1997（Miss Universe 1997、第46回ミス・ユニバース世界大会）は1997年5月16日にアメリカ合衆国フロリダ州マイアミビーチのコンベンションセンターで開催された。ミスUSAのブルック・マヘアラニ・リーが優勝し、ベネズエラのアリシア・マチャドから栄冠を授けられた。この年は74か国の代表が競った。日本は前年に続いて欠場した。参加者の一人、インドのナフィサ・ジョゼフは2004年に26歳で死亡した。

## 最終結果

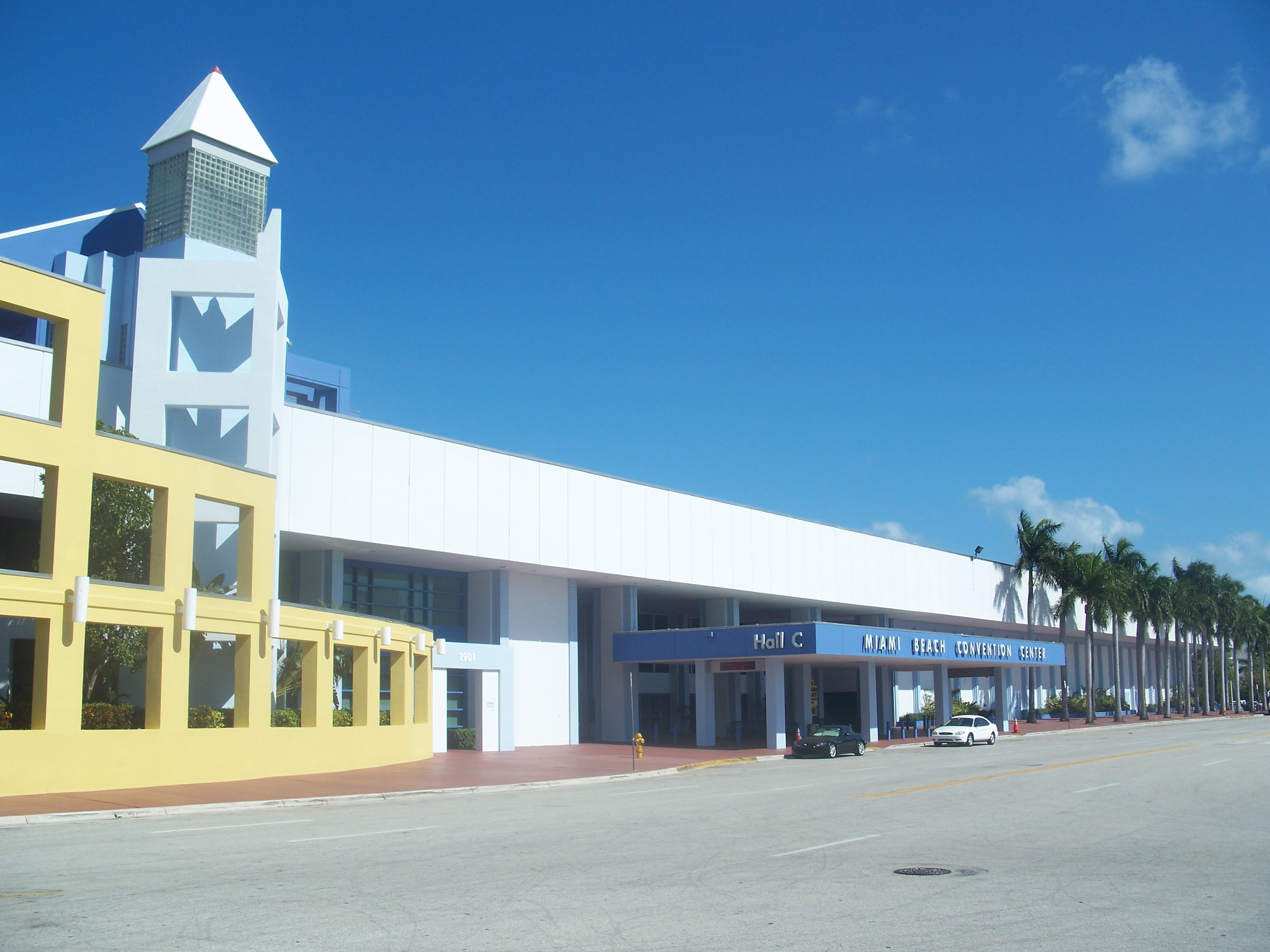
マイアミビーチ・コンベンションセンター

### 入賞者
| 最終結果             | 参加者 |
| -------------------- | --- |
| ミス・ユニバース1997 | - アメリカ – ブルック・マヘアラニ・リー（Brook Mahealani Lee）                                                                                              |
| 第2位                | - ベネズエラ – マレナ・ベンコモ（Marena Bencomo） |
| 第3位                | - トリニダード・トバゴ – マーゴ・ブルジョア（Margot Bourgeois）                                                                                             |
| トップ6              | - キュラソー – ベルナ・バスケス（Verna Vasquez） - イタリア – デニー・メンデス（Denny Méndez） - パナマ – リア・ボレロ（Lía Borrero）                       |
| トップ10             | - エストニア – クリスティーナ・ハインメッツ - インド – ナフィサ・ジョゼフ - プエルトリコ – アナ・ロサ・ブリト - スウェーデン – ビクトリア・ラゲルストローム |

### 特別賞
- オーストラリア - ミス・コンジニアリティ（ローラ・ソルタン)
- フィリピン - ミス・フォトジェニック（アビーゲイル・アレナス）
- コロンビア - ベスト・ナショナル・コスチューム（クラウディア・バスケス）